# Resolutie 2010 Veiligheidsraad Verenigde Naties
Resolutie 2010 van de Veiligheidsraad van de Verenigde Naties werd op 30 september 2011 unaniem aangenomen door de VN-Veiligheidsraad en autoriseerde de landen van de Afrikaanse Unie om hun AMISOM-vredesmacht in Somalië met 13 maanden te verlengen; met de dringende vraag de missie te versterken tot 12.000 manschappen.

## Achtergrond
In 1960 werden de voormalige kolonies Brits Somaliland en Italiaans Somaliland onafhankelijk en samengevoegd tot Somalië. In 1969 greep het leger de macht en werd Somalië een socialistisch-islamitisch land. In de jaren 1980 leidde het verzet tegen het totalitair geworden regime tot een burgeroorlog en in 1991 viel het centrale regime. Vanaf dan beheersten verschillende groeperingen elke een deel van het land en enkele delen scheurden zich ook af van Somalië. Toen milities van de Unie van Islamitische Rechtbanken de hoofdstad Mogadishu veroverden greep buurland Ethiopië in en heroverde de stad. In 2008 werd piraterij voor de kust van Somalië een groot probleem.

## Inhoud

### Waarnemingen
Op 9 juni 2011 was het Akkoord van Kampala tussen de voorzitter van de Somalische overgangsregering en de spreker van het overgangsparlement ondertekend.
Daarin werd overeengekomen de verkiezingen van voorzitter en spreker met een jaar uit te stellen.
Ook was een tijdsschema overeengekomen van taken die de overgangsinstellingen in de komende twaalf maanden moesten opnemen.
De vrede en stabiliteit van Somalië hingen af van verzoening en effectief bestuur in heel het land.
Alle partijen werden dan ook opgeroepen geweld af te zweren en te gaan samenwerken.
De humanitaire situatie van de bevolking ging intussen achteruit door de droogte en hongersnood die de bevolking trof.
Alle partijen werden opgeroepen de humanitaire hulpverlening ongemoeid te laten, zoals voorgeschreven door het internationaal humanitair recht.
Men bleef bezorgd om de gevechten in Somalië en aanvallen op de overgangsregering, de AMISOM-vredeshandhavers en de bevolking door gewapende groepen, buitenlandse strijders en in het bijzonder Al-Shabaab.
In de hoofdstad Mogadishu was de veiligheidssituatie wel verbetert dankzij de AMISOM-troepen.
Belangrijk voor stabiliteit op lange termijn was de oprichting, uitrusting en opleiding van Somalische veiligheidsdiensten.
De Europese Unie had hiervoor een opleidingsmissie in Somalië.
Ten slotte was men ook nog bezorgd om het tekort aan fondsen dat ten behoeve van de operaties in Somalië was ingezameld.

### Handelingen
De Afrikaanse Unie werd toegelaten haar AMISOM-missie in Somalië te verlengen tot 31 oktober 2012; met de dringende vraag de missie te versterken tot de gemandateerde 12.000 manschappen.
De beslissing van het Politieke VN-Kantoor in Somalië en andere VN-agentschappen om hun aanwezigheid in het land te versterken werd verwelkomd.
De VN moest met de AU binnen AMISOM een veiligheidsmacht vormen om al dit personeel te beschermen.
Vanwege de uitzonderlijke missie werd de logistieke steun die de VN aan AMISOM leverden verlengd.
De eventuele oprichting van een VN-vredesmissie waarvan sprake was in resolutie 1863 bleef intussen in beraad.

## Verwante resoluties
- Resolutie 1972 Veiligheidsraad Verenigde Naties
- Resolutie 1976 Veiligheidsraad Verenigde Naties
- Resolutie 2015 Veiligheidsraad Verenigde Naties
- Resolutie 2020 Veiligheidsraad Verenigde Naties

Lijst ·  1967 ·  1968 ·  1969 ·  1970 ·  1971 ·  1972 ·  1973 ·  1974 ·  1975 ·  1976 ·  1977 ·  1978 ·  1979 ·  1980 ·  1981 ·  1982 ·  1983 ·  1984 ·  1985 ·  1986 ·  1987 ·  1988 ·  1989 ·  1990 ·  1991 ·  1992 ·  1993 ·  1994 ·  1995 ·  1996 ·  1997 ·  1998 ·  1999 ·  2000 ·  2001 ·  2002 ·  2003 ·  2004 ·  2005 ·  2006 ·  2007 ·  2008 ·  2009 ·  2010 ·  2011 ·  2012 ·  2013 ·  2014 ·  2015 ·  2016 ·  2017 ·  2018 ·  2019 ·  2020 ·  2021 ·  2022 ·  2023 ·  2024 ·  2025 ·  2026 ·  2027 ·  2028 ·  2029 ·  2030 ·  2031 ·  2032